# Kathryn Bigelow
Kathryn Bigelow (San Carlos, Kalifornija, 27. studenog 1951.), američka je filmska redateljica. Najpoznatija po hororu Blizu tame (1987.), akcijskom filmu Pakleni val (1991.) i Oscarom nagrađenoj ratnoj drami o Ratu o Iraku Narednik James (2008.). Prva je žena dobitnica nagrade Ceha američkih redatelja te prva ženska dobitnica Oscara za najboljeg redatelja, obje za Narednika Jamesa. Za taj je film osvojila i nagrade BAFTA za najbolji film i režiju te bila nominirana za Zlatni globus.

## Filmografija

### Filmovi (kao redatelj)
- The Loveless (1982.)
- "Blizu tame" (Near Dark - 1987.)
- "Plavi čelik" (Blue Steel - 1989.)
- "Pakleni val" (Point Break - 1991.)
- "Čudni dani" (Strange Days - 1995.)
- "More smrti" (The Weight Of Water - 2000.)
- "Tajna podmornice K-19" (K-19: The Widowmaker - 2002.)
- "Narednik James" (The Hurt Locker - 2008.)

### Kratki filmovi
- The Set-Up (1978.)
- New Order: Substance (1989.)
- Mission Zero (2007.)

## Vanjske poveznice
- Kathryn Bigelow u internetskoj bazi filmova IMDb-u (engl.)